# Růženec (předmět)

Růženec

Růženec je pomůcka používaná při modlitbě růžence. Obvykle je to řetízek, který se skládá z 5 skupin po 10 korálcích oddělených většími korálky nebo mezerami. V jednom místě je namísto velkého korálku odbočka s třemi menšími a dvěma většími korálky, na konci s křížkem. Existují i provedení ve formě prstenu nebo náramku.
Středověký řemeslník, specializovaný na rukodělnou výrobu růženců se nazýval paterník a pracoval v dílnách v hanzovních městech Bruggy a Lübeck, které růžence vyráběly pro celý křesťanský svět.